# Argyranthemum coronopifolium
Argyranthemum coronopifolium là một loài thực vật có hoa trong họ Cúc. Loài này được (Willd.) Humphries mô tả khoa học đầu tiên năm 1976.